# Euastacus hystricosus
Euastacus hystricosus é uma espécie de crustáceo da família Parastacidae.
É endémica da Austrália.